# 이형접합
이형접합(異形接合, Anisogamy)은 유성 생식에서 생식세포의 크기가 암수에 따라 다른 것이 접합하는 것을 말한다.

## 같이 보기
- 감수분열
- 성 (생물학)